# Megandrena mentzeliae
Megandrena mentzeliae är en biart som beskrevs av Thomas J. Zavortink 1972. Megandrena mentzeliae ingår i släktet Megandrena och familjen grävbin. Inga underarter finns listade i Catalogue of Life.